# アウストラル航空901便墜落事故
アウストラル航空901便墜落事故（あうすとらるこうくう901びんついらくじこ）は1981年5月7日に発生した航空事故である。テニエンテ・ヘネラル・ベンハミン・マティエンソ国際空港発ホルヘ・ニューベリー空港行きのアウストラル航空901便（BAC 1-11-529FR）が、ホルヘ・ニューベリー空港への進入中に暴風雨に巻き込まれ、墜落した。乗員乗客31人全員が死亡した。ブラックボックスが回収されなかったため、詳しい事故原因は特定されなかったが、パイロットが天候を過小評価した可能性があるとした。

## 事故の経緯
901便は現地時間9時11分にテニエンテ・ヘネラル・ベンハミン・マティエンソ国際空港を離陸した。10時40分にOPVORを通過したことを報告し、管制官から滑走路13への着陸を許可された。30度から12ノットの風が吹いていた。パイロットは滑走路を見失ったため、着陸進入を中止した。901便は復航し、再び進入を行おうとした。管制官は2,950フィート (900 m)でILMビーコンを通過することを許可した。しかし、ILM付近に積乱雲があったため、パイロットはRío de la Plata上空1,980フィート (600 m)でホールディングパターンに入ることを要求した。10時52分に901便は滑走路31への直線進入を許可された。その直後、機体は嵐の中心である北へ向かい、パイロットは機体のコントロールを失い、901便は川へ墜落した。管制官が呼び掛けたが応答はなかった。乗員5人と乗客26人は全員死亡した。

## 事故調査
事故直後、アルゼンチン海軍らが事故機の捜索を開始した。墜落から3時間後にヘリコプターが901便の残骸の一部を発見した。救助隊は生存者を捜索したが、全員の死亡が確認された。遺体の回収には数日を要した。
機体の残骸は55%～65%程しか回収されず、42日間の捜索を行ったがFDRとCVRは発見されなかった。そのため、詳細な事故原因の特定には至らなかったが、報告書ではパイロットが暴風雨を過小評価し進入を行ったことを指摘している。